# Sigitas Tamkevičius

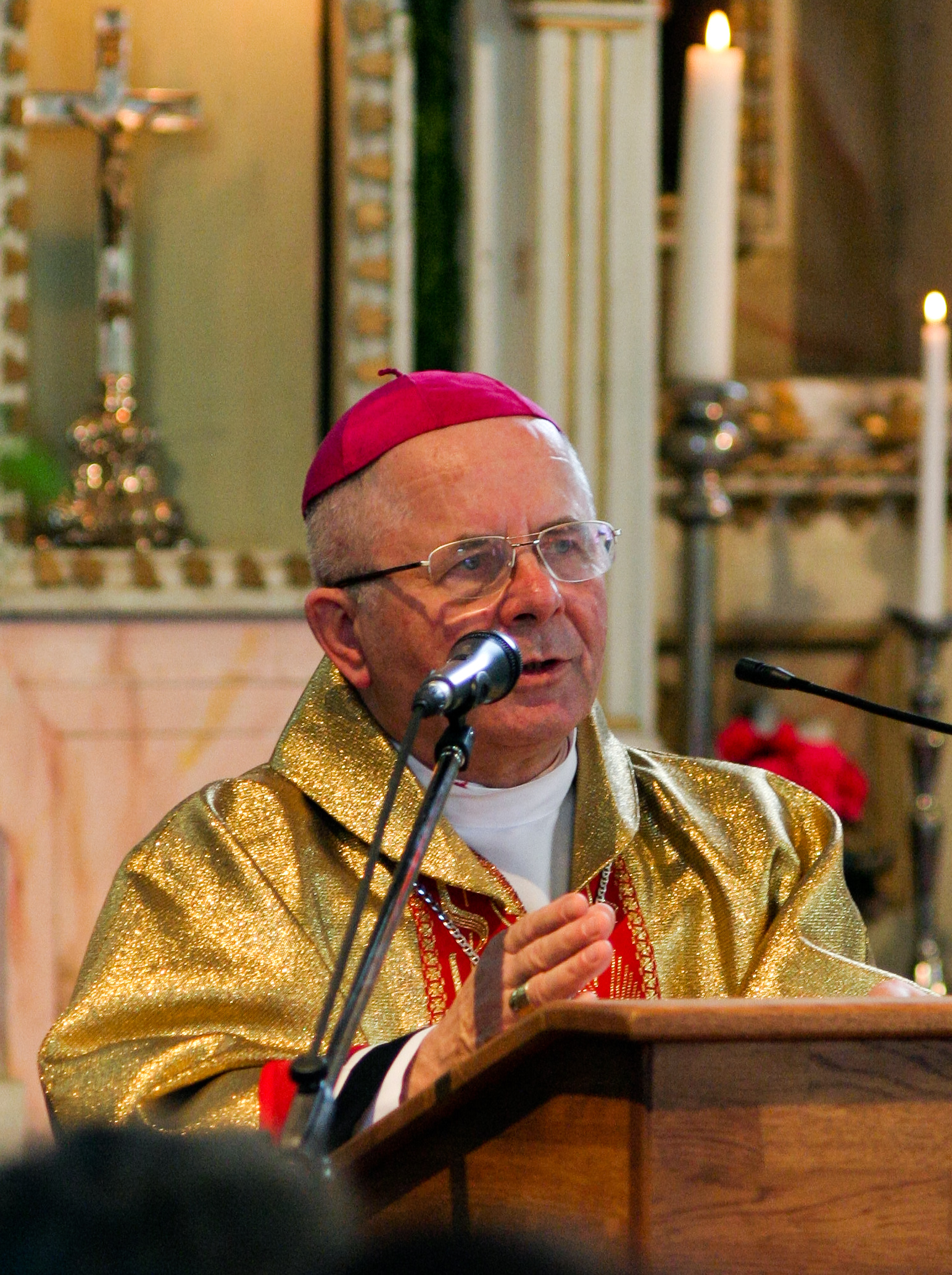
Erzbischof Tamkevičius in der Vepriai-Kirche (2010)

Kardinalswappen von Sigitas Tamkevičius

Sigitas Kardinal Tamkevičius SJ (* 7. November 1938 in Gudonys, Rayon Lazdijai) ist litauischer römisch-katholischer Ordensgeistlicher und emeritierter Erzbischof von Kaunas.

## Leben
Sigitas Tamkevičius besuchte bis 1955 die (dem deutschen Gymnasium entsprechende) Mittelschule in Seirijai. Danach trat in das Priesterseminar Kaunas ein. Die Priesterweihe empfing er am 18. April 1962. Anschließend war er Kaplan in Alytus, in Lazdijai, in Kudirkos Naumiestis, in Prienai und in Simnas. 1968 trat er den Jesuiten bei, einem in der Sowjetunion verbotenen Orden.

### „Chronik der katholischen Kirche in Litauen“
Seit dem 19. März 1972 gab Tamkevičius die litauische Untergrundzeitung Lietuvos Katalikų Bažnyčios Kronika (deutsch: Chronik der katholischen Kirche in Litauen) heraus und war als deren Redakteur 11 Jahre tätig. Wegen seiner religiösen, d. h. nach damaligen Sprachduktus der Sowjetunion, antisowjetischen Ansichten und Tätigkeit wurde er langjährig von sowjetischen Geheimdiensten und Behörden verfolgt.
1978 gründete Tamkevičius mit vier anderen Priester-Dissidenten, darunter Alfonsas Svarinskas, die Menschenrechtsorganisation Tikinčiųjų teisėms ginti katalikų komitetas (Katholisches Komitee für die Verteidigung der Rechte der Gläubigen).

### Lagerhaft
Als Alfonsas Svarinskas am 6. Mai 1983 in Vilnius wegen „antisowjetischer Verleumdungen“ vor Gericht stand, sagte Tamkevičius als geladener Zeuge zu seinen Gunsten aus. Einen Tag später wurde er selbst verhaftet. Am 2. Dezember 1983 wurde er nach Art. 70 StGB der UdSSR (= Art. 68 StGB der LSSR) zu 6 Jahren Arbeitslager und 4 Jahren Verbannung verurteilt, und zwar wegen desselben „Verbrechen“  wie Svarinskas: „antisowjetische Agitation und Taten“. Tamkevičius habe, so zitierte die staatliche Nachrichtenagentur TASS tags darauf die Urteilsbegründung, „den sowjetischen Staat und die sowjetische Gesellschaftsordnung in Misskredit gebracht“. Gemeint war, dass er in der Chronik der katholischen Kirche in Litauen über die Christenverfolgung in der Sowjetunion berichtet hatte.
Sigitas Tamkevičius verbrachte 5 Jahre in vier sowjetischen Straflagern (darunter die Lager Perm 37, Perm 36 und Perm 35). Er leistete Zwangsarbeit in der Krankenstation, in der Küche der Lager und beim Bau eines Kanals durch Sümpfe. Dabei nahmen seine Beine im harten Klima Sibiriens schweren Schaden. Sein Glaube wurde gefestigt durch sein Gebet und die Arbeit im Straflager. Das Neue Testament wurde ihm gelassen, und den Ablauf der Messe kannte er auswendig. Um die Heilige Messe feiern zu können, fehlte ihm nur Messwein. Er durfte monatlich ein 5-kg-Paket erhalten und erbat sich darin immer Rosinen. Denn im Seminar hatte er gelernt, wie man daraus in einer Notlage Wein herstellt (mit Wasser fermentieren die Rosinen innerhalb von drei Tagen). Wenn irgend möglich, nahmen Mitgefangene teil. Der KGB gestattete ihm nicht, seinen Rosenkranz zu behalten. Ein Mitgefangener fertigte aus Brot einen Rosenkranz für Tamkevičius an. Der KGB erhielt davon Kenntnis und spottete in einer sowjetischen Zeitung, „der Gefangene halte in einer Hand einen Rosenkranz und in der anderen den Hammer“. Einmal lud ein junger KGB-Oberst – das war sehr ungewöhnlich – Tamkevičius zum Tee ein. Danach konnte er sich stundenlang an nichts mehr erinnern. Die Drogen im Tee diente der Vorbereitung eines Verhörs. Mit ihrer Wirkung versuchte man – erfolglos – aus Tamkevičius Informationen über die Veröffentlichungen der Untergrundkirche herauszuziehen.
Der Lagerhaft folgte ein halbes Jahr der Verbannung. Am 4. November 1988 konnte Sigitas Tamkevičius nach Vilnius zurückkehren.

### Bischof
Nach dem Zusammenbruch der Sowjetunion wurde Sigitas Tamkevičius am 8. Mai 1991 von Papst Johannes Paul II. zum Weihbischof in Kaunas und zum Titularbischof von Turuda ernannt. Die Bischofsweihe spendete ihm der Erzbischof von Kaunas, Vincentas Kardinal Sladkevičius, am 19. Mai 1991; Mitkonsekratoren waren der Bischof von Telšiai, Antanas Vaičius, der Apostolische Administrator von Panevėžys, Juozas Preikšas, und dessen Amtsvorgänger Romualdas Krikšciunas, sowie Vladas Michelevičius, Weihbischof in Kaunas.
Am 4. Mai 1996 trat er, nach dem Rücktritt von Vincentas Sladkevičius, dessen Nachfolge als Erzbischof von Kaunas an. Von 1999 bis 2002 und erneut von 2005 bis 2014 war er Vorsitzender der Litauischen Bischofskonferenz. Am 11. Juni 2015 nahm Papst Franziskus seinen altersbedingten Rücktritt an.
Am 1. September 2019 gab Papst Franziskus bekannt, ihn im Konsistorium vom 5. Oktober 2019 als Kardinalpriester in das Kardinalskollegium aufnehmen zu wollen. Wegen der Überschreitung der Altersgrenze ist er bei einem Konklave nicht wahlberechtigt. Bei der Kardinalskreierung wies ihm der Papst am 5. Oktober 2019 die Titelkirche Sant’Angela Merici zu. Die Besitzergreifung seiner Titelkirche fand am 26. Januar des folgenden Jahres statt.

## Ehrungen
- 1992: Gedenkmedaille des 13. Januar (Sausio 13-osios atminimo medalis)
- 1994: Ehrenbürger der Stadt Kaunas[11]
- 1996: Georg-von-Hertling-Medaille des KV
- 1998: Orden des litauischen Großfürsten Gediminas
- 2002: Komtur des Ordens des Vytis-Kreuzes
- 2013: Freiheitspreis Litauens

## Schriften
- mit Vidas Spengla und Jonas Boruta: The Church, the „Kronika“ and the KGB web. Katalikų akademija, Vilnius 2002 (Mitautor von Teil II des Buches).
- Die Rolle der Kirche für die Integration Litauens in die Europäische Union. In: Beiträge zur ostdeutschen Kirchengeschichte, Bd. 8 (2007), S. 240–247.
- Priespaudos, kovos ir nelaisvės metai, 1968–1988. Ateities leidybos centras, Vilnius 2022, ISBN 978-609-96272-1-2 (Autobiographie, deutsche Übersetzung des Buchtitels: Jahre der Unterdrückung, des Kampfes und der Gefangenschaft, 1968–1988).